# رودی اسمیتس
رودی اسمیتس (به انگلیسی: Rudi Smidts) بازیکن فوتبال اهل بلژیک و عضو تیم ملی فوتبال بلژیک است که در تاریخ ۲ سپتامبر ۱۹۹۲ میلادی اولین بازی ملی‌اش را مقابل تیم ملی فوتبال چکسلواکی انجام داد. او در ۳۳ بازی ملی حضور داشت و جمعاً ۲۵۷۸ دقیقه برای تیم ملی فوتبال بلژیک به میدان رفت. رودی اسمیتس آخرین بازی ملی خود را در تاریخ ۱۱ اکتبر ۱۹۹۷ میلادی در برابر تیم ملی فوتبال ولز انجام داد. وی در بازی‌های ملی‌اش ۱ گل به ثمر رساند.